# Ettore Muti
Ettore Muti, född 22 maj 1902 i Ravenna, Emilia-Romagna, Italien, död 24 augusti 1943 i Fregene, Lazio, Italien, var en italiensk flygare och politiker i Partito Nazionale Fascista (PNF) mellan 1939 och 1940.

## Biografi
Vid 15 års ålder gick Muti med i elitförbandet Arditi ("De våghalsiga") i första världskriget. Muti mötte även Benito Mussolini senare efter kriget. Han var en äventyrare och blev sedan svartskjorta; han deltog i marschen mot Rom 1922 och gjorde karriär som fascist.
År 1936 deltog Muti på Francos sida i spanska inbördeskriget och deltog i bombandet republikanska områden.
Muti dog under oklara omständigheter 1943 och blev en hjälte i Salòrepubliken. En av de mest fruktade Brigate Nere-enheterna bar hans namn för att hedra hans minne. Muti förekom ofta i propagandan efter sin död.